# (4698) Jizera
(4698) Jizera es un asteroide perteneciente al cinturón de asteroides, descubierto el 4 de septiembre de 1986 por Antonín Mrkos desde el Observatorio Kleť, České Budějovice, República Checa.

## Designación y nombre
Designado provisionalmente como 1986 RO1. Fue nombrado Jizera en homenaje al río checo Jizera que fluye entre las  montañas Jizerské hory y por las localidades de Turnov y Mladá Boleslav desembocando en el río Labe.

## Características orbitales
Jizera está situado a una distancia media del Sol de 2,225 ua, pudiendo alejarse hasta 2,394 ua y acercarse hasta 2,056 ua. Su excentricidad es 0,075 y la inclinación orbital 2,119 grados. Emplea 1212 días en completar una órbita alrededor del Sol.

## Características físicas
La magnitud absoluta de Jizera es 13,5.